# Cladanthus
Genre
Cladanthus est un genre de plantes de la famille des Astéracées.

## Liste d'espèces
Selon BioLib (17 octobre 2023) :
- Cladanthus arabicus (L.) Cass.
- Cladanthus eriolepis (Maire) Oberpr. & Vogt
- Cladanthus flahaultii (Emb.) Oberpr. & Vogt
- Cladanthus mixtus (L.) Chevall.
- Cladanthus scariosus (Ball) Oberpr. & Vogt

Selon ITIS (17 octobre 2023) :
- Cladanthus mixtus (L.) Chevall.

Selon NCBI (17 octobre 2023) :
- Cladanthus arabicus (L.) Cass., 1817
- Cladanthus mixtus Anthemis mixta L.
- Cladanthus scariosus Oberpr. & Vogt, 2002

Selon The Plant List (17 octobre 2023) :
- Cladanthus arabicus (L.) Cass.
- Cladanthus eriolepis (Coss. ex Maire) Oberpr. & Vogt
- Cladanthus flahaultii (Emb.) Oberpr. & Vogt
- Cladanthus mixtus (L.) Oberpr. & Vogt
- Cladanthus scariosus (Ball) Oberpr. & Vogt

Selon Tropicos (17 octobre 2023) (Attention liste brute contenant possiblement des synonymes) :
- Cladanthus arabicus (L.) Cass.
- Cladanthus mixtus (L.) Chevall.
- Cladanthus proliferus (Moench) DC.

## Galerie

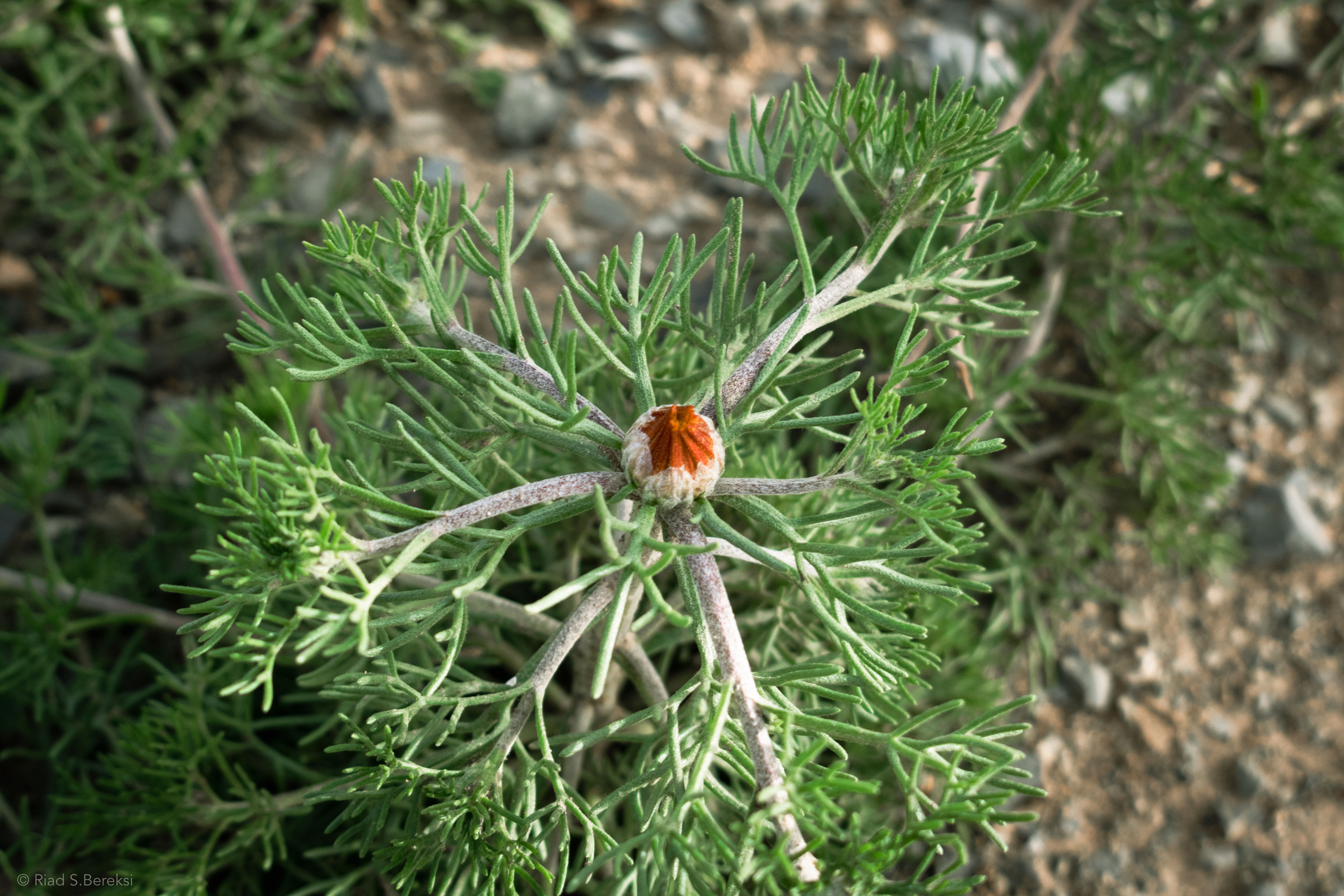
Cladanthe d’Arabie (Cladanthus arabicus (L.) Cass), à Beni Bahdel, dans la région de Tlemcen, germe en hiver et fleurit d'avril à juin.